# Macchia Valfortore
Macchia Valfortore là một thị trấn và comune ở tỉnh Campobasso, Molise, Ý